# 天乃忍
天乃忍（日语：天乃忍，9月19日—），日本漫畫家，出生於東京都。現於《白泉社的『LaLa』》連載。

## 作品
- 日照之庭（ひだまりの庭）（收錄單行本《LAST GAME》卷一）
- 幸福，與你（きみと，しあわせ）（收錄單行本《LAST GAME》卷一）
- 單戀的三角關係（片恋トライアングル）全2冊
- 夏戀回憶（夏のかけら）全1冊
- 渡會家的妖怪小姐（渡会くん家の妖怪さん）
- 遺忘的雪（わすわ雪）（收錄單行本《LAST GAME》卷二）
- Last game 青春角力賽（ラストゲーム）全11冊
- 忍戀（にんこい）（收錄單行本《LAST GAME》卷四）
- 保健室的影山君（保健室の影山くん）全4冊
- 翻轉思慕X新生情懷（リバース×リバース）全4冊

## 外部連結
- 天乃忍-Twitter （页面存档备份，存于）（日語）
- 天乃忍による公式サイトです （页面存档备份，存于）（日語）
- LALA-白泉社 （页面存档备份，存于）（日語）
- Amazon.co.jp: 天乃忍: 本 （日語）